# Історія гідромеханіки
Історія гідромеханіки — послідовність подій пов'язаних із вивченням руху та рівноваги рідин і сил, під дією яких рухаються ці рідини.

## Древні цивілізації
Деякі знання про рух рідин існували ще у древніх цивілізаціях. Про це свідчать застосування човнів, стріл, списів, проведення зрошення полів, водопостачання. Так на думку філософа і соціолога Адама Фергюсона найдавніша цивілізація шумерів (IV—III тисячоліття до н. е.) застосовувала зрошувальні канали, які сприяли своєчасному транспортуванню води до засіяних полів, осушувальні канали, дамби і греблі допомагали уникнути затоплення посівів при розливі Євфрату.

## Античний період
Історія гідромеханіки розпочалася за часів стародавніх греків. Архімед близько 250 р. до н. е. у своїй роботі «Про плавучі тіла» виклав основні принципи гідромеханіки. Він обґрунтував закон плавучості, відомий як Принцип Архімеда: « Тіло, занурене у рідину, відчуває плавучу силу, рівну вазі рідини, яку вона витісняє.» Архімед також описав умови при яких тіло плаває, тоне чи спливає на поверхню. На принципі Архімеда були засновані прилади для вимірювання щільності рідин — ареометри, розрахували сумарні сили і моменти, що виникають при дії гідростатичного тиску на греблі, стінки каналів і шлюзів, підводних споруд і апаратів, ємностей із рідиною.
Перші спроби побудувати гідравлічні машини зроблено в грецькій школі в Олександрії під керівництвом Птоломея. Ймовірно, що напірний насос, сифон та фонтан стиснення були винайдені Героєм і Ктезібієм, оскільки єгипетське колесо або Норія, була вже звичною на той час.
Перші дослідження руху рідин запровадив Секст Юлій Фронтін, інспектор громадських фонтанів у Римі за часів правління Нерви та Траяна. Він встановив:
- потік води з отвору залежить від величини самого отвору і від висоти води у водоймі;
- труба, яка використовується для відводу частини води з водопроводу, повинна мати нахилене положення до початкового напрямку течії.

## Середні віки
Ісламські вчені Абу Райхан Біруні (973—1048)та Аль-Хазіні (1115—1130), першими застосували експериментальні наукові методи до механіки рідини.
Біруні дослідив статику рідин і виявив, що існує зв'язок між питомою вагою об'єкта та об'ємом води, яку він витісняє. Під час експериментів він встановив співвідношення між вагою речовин в повітрі та вагою витісненої води.
Гідростатична рівновагу описана у «Книзі балансу мудрості» Аль-Хазіні 1121 року. Брати Бану Муса описали і запровадили такі автоматичні засоби управління в механіці рідини:
- двоступеневий контроль рівня рідини,
- контролер зворотного зв'язку для рідин,
- конічні клапани в проточних системах,
- пробковий клапан,
- поплавковий клапан,
- систему захисту від відмов,
- двоконцентричний сифон,
- лійка із загнутим кінцем для заливання рідин та інші.

У книзі Аль-Джазарі про знання винахідливих механічних пристроїв (1206 р.) описано багато гідравлічних машин: клапанні насоси, водопідіймальні машини, водяні годинники, фонтани.

## XVII століття
У 1628 р. Кастеллі у своїй роботі « Три міри проточної води» пояснив кілька явищ руху рідин у річках та каналах.
В 1643 р. Торрічеллі, зауважив, що вода підіймається майже на однакову висоту з резервуаром, з якого вона постачалася, допустив, що вона повинна рухатися з такою ж швидкістю, як ніби вона впала під дією сили тяжіння. Він довів теорему, про пропорційність швидкості витікання квадратному кореню з відстані від отвору до поверхні рідини. Це було підтверджено експериментами Раффаелло Магьотті (1648 р.).
Блез Паскаль в трактаті про рівновагу рідин продемонстрував, і в достатній мірі підтвердив експериментально, закони рівноваги рідини. Робота була опублікова в 1663 році вже після смерті вченого. Блез Паскаль також описав принцип дії гідравлічного пресу.
Обгрунтував теорему Торрічеллі Едме Маріотт (1620—1684) в Трактаті про рух води(1686 р.), оснований на великій кількості добре проведених експериментів з руху рідин. Він пояснив, що середня швидкість течії може бути зменшена бо залежить від ефектів тертя і тому є значно меншою, ніж обчислена з теорії.
Ісаак Ньютон пролив багато світла на кілька галузей гідромеханіки. Він пояснював вплив тертя та в'язкості на зменшення швидкості проточної води: швидкість будь-якого шару вихору є середнім арифметичним між швидкостями шарів, які покривають його; і з цього очевидно випливає, що швидкість нитки води, що рухається в трубі, є середнім арифметичним між швидкостями ниток, що її оточують. Скориставшись цими результатами, французький інженер Анрі Піто згодом показав, що зменшення швидкості, що виникають внаслідок тертя, обернені діаметрам труб, в яких рухається рідина. Ньютон також був першим, хто дослідив складний рух хвиль.

## XVIII століття
У 1738 р. Даніель Бернуллі опублікував свою теорію «Гідродинаміка або сили та рухи рідини». Він припустив, що поверхня рідини, в посудині, що спорожняється отвором, залишається завжди горизонтальною і якщо масу рідини розділити на нескінченну кількість горизонтальних шарів однієї і тієї ж маси, то ці шари залишаться суміжними один з одним і що всі їх точки опускаються вертикально зі швидкостями, обернено пропорційними їх ширині, або горизонтальній ділянці водойми. Але ця теорія не мала експериментального підтвердження.
Теорії Даніеля Бернуллі протистояв Жан ле Рон д'Аламбер, який звів закони руху тіл до закону їх рівноваги і довів до досконалості в його математичній математиці «Opuscules»(1752 р.), що дало змогу Леонарду Ейлеру представити теорію рідин у формулах.
Одним з найуспішніших вчених у науці гідродинаміки в цей період був П'єр Луї Жорж Дюбуа (1734—1809).
Дюбуа вважав, що якби вода була ідеальною рідиною і канали, по яких вона текла нескінченно плавно, її рух постійно б прискорювався, як рух тіл, що спускаються на похилій площині. Але оскільки рух річок постійно не прискорюється і незабаром досягає стану рівномірності, очевидно, що в'язкість води та тертя русла, по якому вона рухається, повинні дорівнювати прискорювальній силі.

## XIX століття
У 1858 р. Герман фон Гельмгольц опублікував свою основну роботу «Über Integrale der hydrodynamischen Gleichungen, welche den Wirbelbewegungen entsprechen» у якій встановив свої три «закони вихрового руху» Ця робота встановила значення завихреності для механіки рідини та науки в цілому.
Протягом майже століття вихрова динаміка дозрівала як підтема механіки рідини. Це питання вивчали Горацій Лемб, Г. Пуанкаре, Х. Віллат, С. Трусделл. Теорія проточної води була обґрунтована в дослідженнях Гаспара Ріше де Проні (1755—1839). Йому вдалося скласти загальні формули, які дали вираз для швидкості потоку води. В збірнику гідравліки «Handbuch der Mechanik und der Hydraulik»(1801 р.) Дж. Е. Ейтельвейн теоретично показав, що водне колесо матиме максимальний ефект, якщо його окружність рухатиметься з половиною швидкості потоку.
Ґрунтовне дослідження потоку води в трубах і каналах було проведене Генрі Г. П. Дарсі (1803—1858) і продовжене Базіном. Вимірюванням стоку в річках займалися Андреас Рудольф Гарлахер на Міссісіпі, Ендрю Аткінсон Хамфріс, Генрі Ларком Еббот, Роберт Гордон на річці Іраваді, Аллена Дж. К. Каннінгама на каналі Ганг.

## XX століття
Вихрова динаміка — динаміки рідин, що привертає увагу вчених на великих наукових конференціях, семінарах та симпозіумах, які зосереджені на цій темі. Теорія вихрових атомів Вільяма Томсона, хоч і виявилася неправильною, але задала імпульс розвитку теорії простих вузлів П. Г. Тейтом, які сьогодні вважаються новаторськими зусиллями в теорії графів, топології та теорії вузлів та передувала появі квантової теорії.
На початок XXI століття гідродинаміка вивчає вихрові течії, теорії поверхневих і внутрішніх хвиль, теорію плоских, осесиметричних і гвинтових течій, теорію обтікання тіл зі зривом струменів, теорію повільних течій в'язких рідин і течій в трубах різного профілю, теорію змащення. Досліджено стійкість ламінарного режиму течії в'язкої рідини і його перехід в турбулентний режим. Розвинуто теорію тепло- і масопереносу в рідині, що рухається, теорія фільтрації рідин. Вирішуються задачі руху плазми.